# Julius Sterling Morton

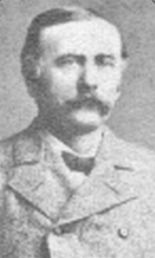
Julius Sterling Morton

Julius Sterling Morton (ur. 22 kwietnia 1832 r., zm. 27 kwietnia 1902 r.) – sekretarz rolnictwa Stanów Zjednoczonych, szósty i ósmy z kolei gubernator Terytorium Nebraski. Należał do Partii Demokratycznej.
Urodził się w Adams w hrabstwie Jefferson stanu Nowy Jork. Przeprowadził się do Detroit, gdzie studiował na uniwersytecie Michigan. Po otrzymaniu dyplomu w 1854 roku, wyjechał ze swoją świeżo poślubioną żoną Caroline ("Carrie") Joy French do Nebraska City. Wtedy nie było to terytorium zorganizowane. Założył tam pismo Nebraska City News.
Jako cieszący się poważaniem rolnik uczył osadników nowoczesnych metod rolnictwa i leśnictwa. W związku z jego działalnością polityczną, rolniczą i literacką, Grover Cleveland wyznaczył go na Sekretarza Rolnictwa USA. Funkcję tę sprawował od 1893 do 1896.
W 1897 roku rozpoczął pracę nad wielotomową Ilustrowaną Historią Nebraski. Publikował też periodyk The Conservationist (Działacz Ochrony Przyrody).
Zmarł w Lake Forest hrabstwa Lake stanu Illinois, dokąd wyjechał w celach leczniczych. Jego dom w Nebraska City jest dzisiaj parkiem stanowym o nazwie Arbor Lodge State Historical Park and Arboretum.
W 1937 roku rząd stanu Nebraska przekazał brązowy posąg Mortona do National Statuary Hall Collection. Został zaliczony do Nebraska Hall of Fame (wybitnych postaci w historii stanu).